# Omawumi
Hà Đình Nam (sinh ngày 22 tháng 10 năm 1998), được biết đến với nghệ danh Daniel, là một Dancer, người Việt Nam và là Streamer của các tựa game như Liên Minh Huyền Thoại, Crossfire, PUBG. Anh là sinh viên năm thứ tư của trường Đại học Nội Vụ Hà Nội, Khoa Khoa học chính trị.

## Đầu đời và giáo dục
Hà Đình Nam được sinh ra tại Thái Nguyên vào ngày 22 tháng 10 năm 1998. Anh học tại Trường tiểu học Chiến Thắng, và sau đó theo học tại Trường Trung học phổ thông Đồng Hỷ. Anh tốt nghiệp THPT Đồng Hỷ với tấm bằng Khá. Sau khi tốt nghiệp vào năm 2017, anh chuyển đến Hà Nội, sinh sống và học tập tại trường Đại học Nội Vụ Hà Nội.